# Butch Lee
Alfred A. Lee, detto Butch (Santurce, 5 dicembre 1956), è un ex cestista e allenatore di pallacanestro portoricano, professionista nella NBA.

## Carriera
Fu il primo portoricano a vincere l'anello NBA.
È stato selezionato dagli Atlanta Hawks al primo giro del Draft NBA 1978 (10ª scelta assoluta).
Con Porto Rico ha disputato i Giochi olimpici di Montréal 1976.

## Palmarès
- Campione NCAA (1977)
- NCAA Final Four Most Outstanding Player (1977)
- NCAA AP Player of the Year (1978)
- NCAA Naismith Men's College Player of the Year Award (1978)
- NCAA AP All-America First Team (1978)
- NCAA AP All-America Second Team (1977)
- Campionato NBA: 1

Los Angeles Lakers: 1980